# Pliocleonus
Pliocleónus — рід жуків родини Довгоносики (Curculionidae).
Цей рід вимерлих довгоносиків описаний за рештками жука, знайденого у відкладах глиняного кар'єру поблизу селища Віллерхаузен (земля Гессен, Центральна Німеччина).Колись на цьому місці було невеличка (200 м завдовжки), але глибока (10 м) водойма.
Знайдений екзоскелет жука мав довжину 15.2 мм. Вік його оцінений у 3.6-2.6 мільйони років (верхній пліоцен). Довгоносика описали як новий для науки вид Pliocleonus gibbosus Gersdorf, 1976 . 
Жук у складі колекції усіх палеонтологічних знахідок, зроблених тоді, зберігається у Геолого-палеонтологічному інституті Ґеттінґенського університету (Geologisch-Paläontologischen Institute, Universität Göttingen).